# Bertrand de La Chesnais
Bertrand Houitte de La Chesnais, plus connu sous le nom Bertrand de La Chesnais, né le 8 février 1958 à Saint-Mandé, est général de corps d'armée, consultant en stratégie et homme politique français.
Major général de l'Armée de terre de septembre 2014 à décembre 2017, il est tête de liste à Carpentras lors des élections municipales de 2020, notamment avec le soutien du Rassemblement national, et est élu conseiller municipal. En 2021, il devient directeur de campagne d'Éric Zemmour pour l'élection présidentielle de 2022.

## Biographie

### Origines familiales
Bertrand Marie Joseph Houitte de La Chesnais, né le 8 février 1958 à Saint-Mandé, est le fils du général de brigade René Houitte de La Chesnais (1923-2013), maire d'Épiniac de 1983 à 2001, et de Monique Séguineau de Préval. Il épouse en 1981 Cécile de Camaret avec qui il a cinq enfants.

### Études, formations, carrière militaire
À sa sortie de l'École spéciale militaire de Saint-Cyr (promotion général Rollet, 1978 – 1980), Bertrand de la Chesnais a servi durant près de 40 ans dans l’armée, en effectuant son temps de troupe et ses temps de commandement dans les parachutistes (1er et 9e RCP) et dans l’infanterie (commandement du 1er RI, le « grand vieux » créé en 1479), au cours desquelles il effectue des missions outre-mer et en opérations (Sarajevo, Tchad, Kosovo).
Breveté de l'École supérieure de Guerre (promotion 106e, 1990-1992), il sert une seconde partie de carrière en état-major central (armée de terre et interarmées) dans les domaines de la finance, de l’audit et de la transformation. Dans ce cadre, il effectue de nombreuses missions d'appui et de conseil sur tous les théâtres d’opérations et les différents commandements opérationnels. Il prend notamment la tête de la mission d’audit financier de l’armée de Terre (MAFFAT), au sein de l’inspection de l’armée de Terre (IAT).
Auditeur du Centre des hautes études militaires - CHEM (56e promotion) et de l'Institut des hautes études de défense nationale - IHEDN (59e promotion, 2007-2008), il est chargé de conduire la transformation des armées et les restructurations qui en découlent, étant nommé successivement chef de la division pilotage - transformation de l'état-major des armées (EMA) puis adjoint au sous-chef d’état-major soutien de l’EMA.
Il est enfin nommé major général de l'Armée de terre en 2014. À ce poste, après les attentats de 2015, il conçoit et met en place « Au contact », le plan de réorganisation de l'Armée de terre.
Il termine sa carrière au rang et appellation de général de corps d'armée.
Au cours de sa carrière militaire, Bertrand de la Chesnais prendra, selon Le Monde, une position controversée. En 2008, un officier français provoque la mort d'un soldat de la légion étrangère en le privant d'eau. Bertrand de la Chesnais prendra la défense de l'officier français, camarade d'un de ses fils au lycée et témoignera pour lui en cours d'assise. L'officier en question sera finalement condamné à 4 ans de prison avec sursis.

### Carrière civile
Il quitte le service actif le 31 décembre 2017 et crée une société de conseil en stratégie et transformation (BLC-IMPACT Consulting) qui le conduit à réaliser des missions de conseil et de formation auprès de plusieurs entreprises. L'une des entreprises ayant fait appel aux services de Bertrand de La Chesnais était Arquus, une entreprise de matériel militaire. Un an avant de quitter le service militaire actif, il avait participé à de nombreuses réunions ayant abouti à la signature d'un contrat de 500 millions d'euros entre le ministère de la Défense et Arquus. Cette succession d'évènements avec Arquus a nourri, selon Le Monde, la possibilité d'un conflit d'intérêts de Bertrand de la Chesnais.
Il rejoint le cabinet international de consultants stratégiques Roland Berger en janvier 2018 en tant que senior advisor. Il en démissionne en octobre 2021, le lendemain de son annonce de soutien à Éric Zemmour, selon le responsable de la filiale française, Olivier de Pannafieu.
Bertrand de La Chesnais est enseignant à l'Institut des sciences sociales, économiques et politiques.

### Engagement politique
Le 12 avril 2019, Bertrand de La Chesnais se déclare candidat, sans étiquette, à la mairie de Carpentras pour les élections municipales de 2020. Il obtient le soutien du Parti chrétien-démocrate, du CNIP et du Rassemblement national (RN). Après avoir réclamé et obtenu l'investiture du RN, il rechigne cependant à se déclarer soutenu par ce parti. Arrivée en deuxième position au premier tour, sa liste est battue au second avec 39,17 % des voix, arrivant derrière celle du maire sortant Serge Andrieu (divers gauche) qui recueille 45,81 % des voix, et devant celle de Claude Melquior (LR), qui recueille 15 %. Il est élu conseiller municipal.
De culture conservatrice, il est proche du général Pierre de Villiers. Sur ses réseaux sociaux, il se montre très virulent à l’égard de la politique sanitaire du gouvernement lors de la pandémie de Covid-19 : il se déclare contre l’obligation vaccinale, en particulier celle des enfants, et contre le passe sanitaire et « la mise sous surveillance » des Français. À l'occasion des élections régionales de 2021 en Provence-Alpes-Côte d'Azur, il soutient la liste du RN conduite par Thierry Mariani.
Il rencontre Éric Zemmour pour la première fois en septembre 2021, à l'occasion d'une conférence de ce dernier à l'institut Montalembert, un cercle de réflexion de la droite catholique. En octobre 2021, il affiche son soutien à la probable candidature d'Éric Zemmour à l'élection présidentielle de 2022 lors de la visite du salon Milipol Paris. Officiant d'abord comme conseiller d'Éric Zemmour chargé de la défense,, il est nommé directeur de campagne le 6 décembre. Ce choix intervient alors qu'Éric Zemmour et ses proches privilégiaient une personnalité issue du parti Les Républicains, Patrick Stefanini ayant notamment été approché en vain les mois précédents. Bertrand de La Chesnais est épaulé par Sarah Knafo, directrice stratégique de la campagne, et Antoine Diers, directeur stratégique adjoint.
Bertrand de La Chesnais n'a pas pris sa retraite militaire, même s'il n'est plus en service actif. Il reste donc à la disposition de l'État et perçoit une solde. Il doit donc respecter le code de la défense qui impose que l'état militaire « exige en toutes circonstances loyalisme et neutralité ». Estimant que ce n'est plus le cas, en conséquence de son engagement auprès du candidat Zemmour, le ministère des Armées a rendu public le 20 janvier 2022 une mise en demeure à Bertrand de la Chesnais de prendre sa retraite militaire. À défaut de réponse, il y a la possibilité d'une « mise à la retraite d'office » selon BFM. D'après Le Monde, son avocat préparerait une réponse.

## Décorations
Le général Bertrand de La Chesnais est notamment commandeur de la Légion d'honneur et de l'ordre national du Mérite.